# Behívóparancs

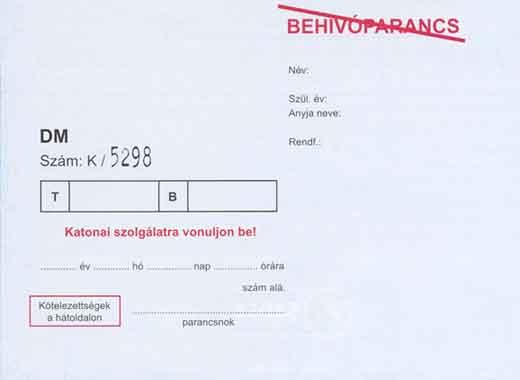
Behívóparancs (minta)

A behívóparancs egy ország védelmi fegyveres (rendszerint honvédségi) erői által, az állampolgárok meghatározott köre számára, névre szólóan kiadott, postai úton kézbesített, esetleg egyéb távközlési eszközök útján eljuttatott, hivatalos felszólítás, amely az érintetteket arra kötelezi, hogy egyéb tevékenységeiket felfüggesztve, az adott védelmi erőhöz személyes megjelenéssel csatlakozva, szolgálatot kezdjenek meg.

## Jellemzői
- iratként kis méretű, rövid szövegű papírlap
- postai küldeményben állami elsőbbséggel érkezik
- az érintett nevére szól, át nem ruházható
- kötelező érvényű utasítást fogalmaz meg
- végrehajtására rövid időtartamot határoz meg
- meghatározza a személyes megjelenés pontos helyét és idejét
- fontosságát és kötelező jellegét írásban nyomatékosítja
- az adminisztráció számára kódokat tartalmaz
- figyelmen kívül hagyását, visszautasítását, megsemmisítését az állam erősen szankcionálja

## Békében
Behívóparancsra béke idején a sorkatonai szolgálatot alkalmazó országok sorköteles és/vagy tartalékos állományba tartozó állampolgárai számíthatnak. A behívás ilyenkor a sorkatonai szolgálat menetrendjébe illeszkedik, sorozások és előzetes értesítések előzik meg, így az érintettek általában fel tudnak készülni.

## Rendkívüli állapotok idején
Háború vagy egyéb rendkívüli állapotok esetén az állam az állampolgárok védelmi erőforrást képező csoportjai számára mozgósítást rendel el, általában fokozott titokvédelem mellett. Emiatt az előzetes értesítések gyakran elmaradnak, az érintetteket a parancs gyakran váratlanul, felkészületlenül éri.

### SAS-behívó
Névre szóló katonai behívóparancs a második világháborúban Magyarországon a nem tényleges állomány számára. Expressz küldeményként kezelték, címzettje köteles volt 48 órán belül bevonulni. Nevét a parancson feltüntetett nagy betűs „SAS” feliratról kapta, amely a „Sürgős Azonnal Siess” vagy a „Sürgős, Azonnali, Soronkívüli” kifejezések rövidítése volt; a korabeli fanyar köznyelvi humor a „Siess Adolfnak Segíteni” értelmezést alkalmazta rá.